# Thẩm Doãn Tuất
Thẩm Doãn Tuất (chữ Hán: 沈尹戌, ? – 506 TCN) hay Thẩm Doãn Thú (沈尹戍), tính là Mị (芈, dòng dõi vua Sở), thị là Thẩm Doãn (沈尹, thuộc dòng dõi Thẩm Doãn Tử Kính, con trai của Sở Mục vương), vốn là quan doãn ở đất Thẩm , được lập riêng một tông, làm đến chức Tư mã của nước Sở đời Xuân Thu, tử trận khi giao chiến với quân Ngô.

## Cuộc đời và sự nghiệp
Mùa thu năm 523 TCN, Sở Bình vương cho đắp thành Châu Lai  để uy hiếp nước Ngô, Doãn Tuất nhắc lại khi xưa nước Ngô từng phá Châu Lai, Tử Kỳ (tức Đấu/Mạn Thành Nhiên) xin thảo phạt, Sở Linh vương chưa an định lòng người trong nước nên đành bỏ qua, tình hình hiện nay cũng như vậy, ắt sẽ thất bại. Có người nói nếu Bình vương cho dân nghỉ ngơi 5 năm, thì có thể an định được lòng người. Ông phản bác: ''An định lòng người cần phải hạn chế lao dịch, dẹp bỏ chiến tranh, dân quen an lạc, không lo giặc thù; hiện nay nội loạn mới dứt, dân còn lo sợ, vất vả chạy nạn, quên cả ăn ngủ, muốn an định sao lại làm thế?''. Sở vương khen phải nên thôi.  
Mùa đông năm 519 TCN, lệnh doãn Nang Ngõa tu sửa đô thành Dĩnh , Doãn Tuất nói Tử Thường (tên tự của Nang Ngõa) ắt làm mất Dĩnh, bởi không lo chăm lo chính sự, hòa hảo lân bang mà chỉ lo đắp thành, thì chẳng thể giữ được nước. 
Mùa xuân năm 515 TCN, tướng Ngô là bọn công tử Yểm Dư, công tử Chúc Dung vây đất Tiềm, Doãn Tuất soái thân binh cùng các cánh quân Sở đến cứu, vây quân Ngô ở đất Cùng. Đến mùa hè, nước Ngô phát sinh nội loạn, bọn công tử Yểm Dư, công tử Chúc Dung bỏ trốn. Sau khi bãi binh, Lệnh doãn Nang Ngõa nghe lời gièm của bọn Phí Vô Cực, Yên Tương Sư mà giết Tả doãn Khích Uyển, diệt tộc họ Khích. Mùa thu, ông minh oan cho Khích Uyển, kể tội gian nịnh của bọn Vô Cực, nhắc nhở Nang Ngõa xử lý trước khi xảy ra tai họa. Nang Ngõa bèn diệt tộc của Phí Vô Cực, Yên Tương Sư. 
Mùa đông năm 506 TCN, liên quân Ngô, Sái, Đường tấn công nước Sở, bỏ thuyền bên sông Hoài, từ Dự Chương  tiến đến sông Hán, cách sông đối mặt với quân Sở. Doãn Tuất bàn với Nang Ngõa rằng: "Tử Thường men sông Hán xuôi dòng đón đánh kẻ địch, tôi vòng ra ngoài đốt sạch thuyền của họ, quay về chẹn giữ Đại Toại, Trực Viên, Minh Ách . Tử Thường vượt sông Hán tấn công, tôi từ phía sau tập kích, ắt đánh cho bọn chúng đại bại." Nhưng sau khi ông lên đường, Nang Ngõa lại nghe lời xúc xiểm của Vũ Thành Hắc và Sử Hoàng, vượt sông Hán đón đánh liên quân, thua liền 3 trận mà bỏ trốn. Tháng 11 ÂL, quân Ngô thắng trận Bách Cử, thừa thắng chiếm được Dĩnh, Sở Chiêu vương bỏ chạy. Doãn Tuất lập tức đưa quân về, nhưng thua trận và bị thương ở Ung Phệ . Ông từng làm bề tôi nước Ngô, cho rằng bị bắt bởi quân Ngô ắt bị làm nhục, nên liều chiến chiến đấu. Doãn Tuất đánh liền 3 trận, thân bị trọng thương không gượng dậy được nữa, sai gia thần Ngô Câu Ty cắt đầu của mình, không để người Ngô lấy đi. Câu Ty cắt đầu, dùng vải gói lại, vùi thây chủ rồi đem đầu bỏ trốn. 
Về sau Sở Chiêu vương phong đất Diệp cho con của Doãn Tuất là Chư Lương, gọi là Diệp công.